# Anna Janko

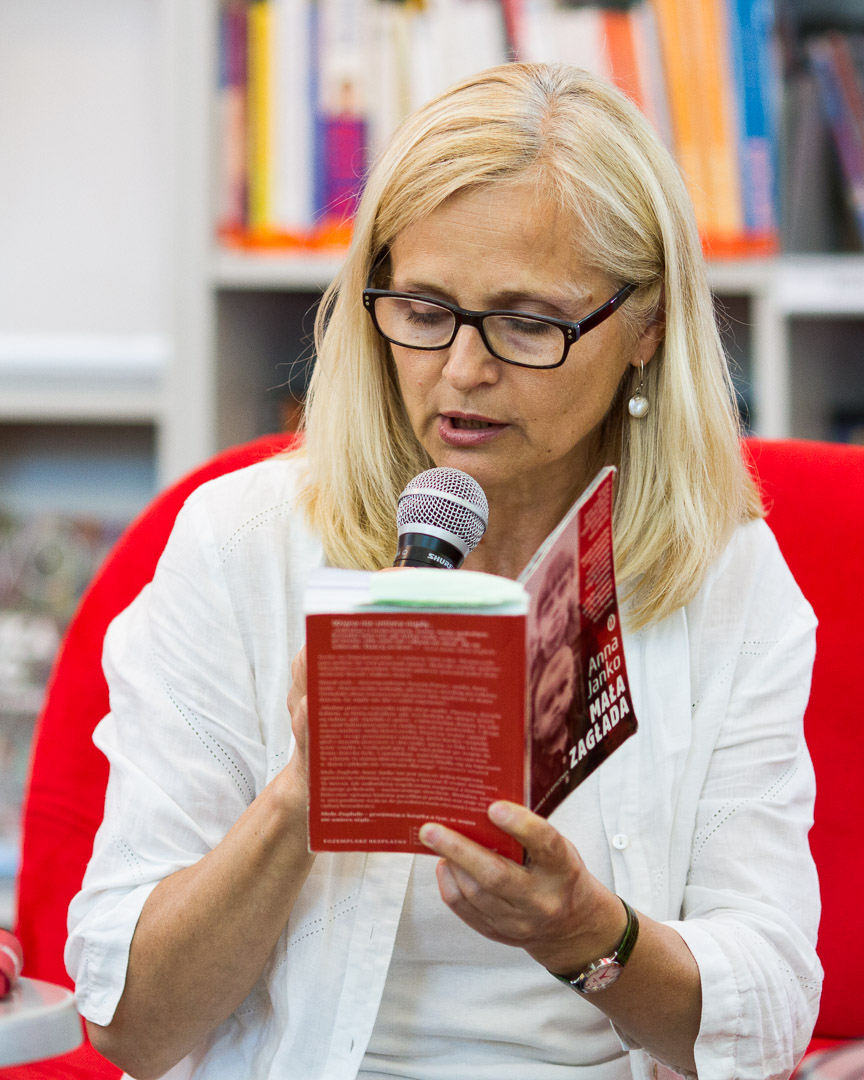
Anna Janko, 2015

Anna Janko (Pseudonym), Geburtsname Aneta Jankowska (* 27. August 1957 in Rybnik) ist eine polnische Schriftstellerin, Lyrikerin und Literaturkritikerin.

## Biografie

### Familie und Bildung
Die Mutter Teresa Ferenc (* 1934 in Ruszów bei Zamość) überlebte am 1. Juni 1943 das Massaker in Sochy. Als verwaiste Jugendliche lebte sie bei Verwandten und in Kinderheimen. Nach dem Studium unterrichtete sie als Gymnasiallehrerin in Rybnik und heiratete im September 1956 den Dichter Zbigniew Jankowski. Im Jahr 1957 wurde die Tochter Aneta und 1960 Milena geboren. Die Familie zog im Jahr 1965 nach Kołobrzeg, dann 1971 nach Breslau und im Herbst 1975 nach Sopot-Brodwino um.
Nach der Matura studierte Aneta Jankowska Polonistik an der Universität Danzig. Sie lebte mit Familie rund 20 Jahre in Breslau. Die Dichterin Milena Wieczorek (* 1960 in Rybnik) ist ihre Schwester. Anna Janko ist mit Maciej Cisło verheiratet.

### Schriftstellerische Tätigkeit
Mit 19 Jahren debütierte Aneta Jankowska als Lyrikerin. Der erste Gedichtband Brief an das Versuchskaninchen (List do królika doświadczalnego) erschien unter dem Pseudonym Anna Janko 1977 in Danzig.
Im Jahr 1980 erhielt sie den Włodzimierz-Pietrzak-Preis, 1993 den Preis der Schriftstellervereinigung ASSO in Dresden. 2009 erhielt sie den Władysław-Reymont-Literaturpreis. Zusammenarbeit mit der Breslauer Literaturzeitschrift „Odra“, dem Polskie Radio 2, den Zeitschriften „Pani“ und „Zwierciadło“. Sie ist Mitglied des P.E.N. und des Polnischen Schriftstellerverbandes. Anna Janko lebt in Danzig. Ins Deutsche wurden Texte übertragen von Bettina Eberspächer und Undine Materni auf dem Deutsch-Polnischen Poetendampfer und innerhalb der Orpheus-Autorengruppe.

## Werke

### Lyrik
- List do królika doświadczalnego. Gdańsk 1977
- Wykluwa się staruszka. 1979
- Diabłu świeca. 1980
- Koronki na rany. 1989
- Zabici czasem długo stoją. 1995
- Świetlisty cudzoziemiec. 2000
- Du bist Der. 2000[5]
- Wiersze z cieniem. 2010

### Prosa
- mit Teresa Ferenc (Mutter), Milena Wieczorek (Schwester): Cztery twarze domu. Antologia rodzinna. Wydawnictwo Glob, Warszawa 1991
- Dziewczyna z zapałkami. Nowy Świat 2007, 2009, 2010, 2012 (Wydawnictwo Literackie)
- Maciupek i Maleńtas. Niezwykłe przygody w Brzuchu Mamy. Nasza Księgarnia 2012
- Pasja według św. Hanki. Wydawnictwo Literackie 2012
- Boscy i nieznośni. Niezwykłe biografie. Wydawnictwo Zwierciadło, 2012
- Mała zagłada. Wydawnictwo Literackie, 2015

### Theater
- Rzeź lalek. Drama. 1981, Teatr Współczesny w Szczecinie, Regie Andrzej Chrzanowski
- Śmierć to dobry początek. Hörspiel. Polskie Radio 2, 2005, Regie Henryk Rozen